# Боговиця
Боговиця, чи божий хліб (пов'язане з «приготовлянням коровая для Бога», з «боготворити») — велика ритуальна хлібина-коровай, яку пекли до першого дня свята бога осені Овсеня. Пекли боговицю з пшеничного борошна, випікали на ній колоски з тіста, прикрашали ягодами. Боговицю ставили посередині святкового столу і обкладали різноманітними плодами (наприклад, яблуками).
У болгар боговиця — це хліб, який приносили у жертву богам (За празничната трапеза се месят и два вида обредни хлябове. Единият е посветен на Бога (в смисъл върховното божество), а другият на духа-покровител. Първите са наричани боговица).

## Виноски
1. ↑  Dmytrivna., Kusaĭkina, Nina (2009). Tvoi︠a︡ kraïna--Ukraïna : ent︠s︡yklopedii︠a︡ ukraïnsʹkoho narodoznavstva. Kharkiv: Vydavnychyĭ dim Shkola. с. 276. ISBN 9789664290163. OCLC 319535428.
2. ↑  Маринов., Димитър. Избрани произведения, Т. I. с. стр. 717 - 720.